# Simmons Bank Liberty Stadium
Das Simmons Bank Liberty Stadium ist ein College-Football-Stadion in der US-amerikanischen Stadt Memphis im Bundesstaat Tennessee. Seit der Eröffnung trägt das NCAA-Football-Team der University of Memphis, die Memphis Tigers (AAC), ihre Heimspiele im Liberty Stadium aus. Zudem ist die Anlage seit 1965 Austragungsort des jährlich im Dezember stattfindenden Bowl Game Liberty Bowl. Die Sportarena trägt seinen Namen zu Ehren der Bürger von Memphis, die im Ersten und Zweiten Weltkrieg sowie im Koreakrieg gedient haben. Gegenwärtig bietet es 58.325 Plätze. Der Besucherrekord stammt von 1996, als 65.885 Zuschauer die Partie zwischen den Tigers und den Tennessee Volunteers (21:17) sahen.

## Geschichte
Das Stadion wurde von 1963 bis 1965 für 3,7 Mio. US-Dollar als Teil der Mid-South Fairgrounds errichtet und trug zunächst den Namen Memphis Memorial Stadium. Auf dem Gelände befindet sich auch das mittlerweile ungenutzte Mid-South Coliseum. Der schüsselartige Entwurf stammte von Yeates, Gaskill & Rhodes.
Die Anlage wurde unter anderem als permanenter Austragungsort für den Liberty Bowl errichtet, der zunächst von 1959 bis 1963 in Philadelphia im John F. Kennedy Stadium beheimatet war. 1964 fand er in Atlantic City in der Boardwalk Hall statt. Aufgrund seines großen Erfolgs für die Stadt wurde das Memphis Memorial Stadium 1976 in Liberty Bowl Memorial Stadium umbenannt.
Nachdem das Stadion ursprünglich mit einer größeren Südwesttribüne asymmetrisch war, führte eine Erweiterung der Nordosttribüne (einschließlich eines großen V.I.P.-Gebäudes) 1987 zu seinem heutigen Aussehen. Das Design ähnelt dem früheren Tampa Stadium („The Big Sombrero“) mit hohen Tribünen entlang der Seitenlinien und deutlich niedrigeren Tribünen hinter den Endzonen.
Im Dezember 1983 wurde das Spielfeld nach Rex Dockery benannt, einem früheren Football-Trainer der Memphis Tigers, der bei einem Flugzeugabsturz starb.
Zunächst hatte das Stadion ein Spielfeld aus Naturrasen, der vor Beginn der Saison 2005 durch Kunstrasen (FieldTurf) ersetzt wurde. Seit 2011 besteht der Spielfeldbelag aus einer modernen Version des Kunstrasens AstroTurf.
2019 trug das kurzlebige Team der Memphis Express aus der Alliance of American Football (AAF) ihre Spiele im Liberty Bowl Memorial Stadium aus.
Seit dem 4. Juli 2022 trägt die Anlage den Sponsorennamen Simmons Bank Liberty Stadium. Die Stadt unterzeichnete am 28. Februar des Jahres einen Vertrag mit der Simmons Bank über zehn Jahre. Die Zahlungen steigern sich jährlich von anfänglich 595.000 bis auf 776.340 US-Dollar im letzten Jahr des Vertrags.
Am 19. Dezember 2023 stimmte der Stadtrat von Memphis dafür, das Liberty Stadium in das Eigentum der University of Memphis zu übergeben. Zwei Ratsmitglieder waren dagegen und es gab eine Enthaltung. Hinzu erhält die Universität 120 Mio. US-Dollar für eine Renovierung der Sportanlage. Im Mai 2022 stellten die Universität und die Stadt Pläne für eine Modernisierung für 150 bis 200 Mio. US-Dollar vor. Im April 2023 genehmigte der Bundesstaat Tennessee eine Summe von 350 Mio. US-Dollar zur Sanierung und Bau von Sportstätten in Memphis, darunter das Liberty Stadium, das FedExForum der Memphis Grizzlies (National Basketball Association) und für den Bau eines Stadions für den Memphis 901 FC der USLC. Die Pläne zur Umgestaltung stammen von Populous. Die renovierte Heimat der Memphis Tigers soll zur Saison 2025 fertiggestellt sein. Dabei soll die Westseite renoviert werden sowie ein Hospitality-Erlebnis im Halo-Bereich rund um den Veranstaltungsort eingerichtet und das Fanerlebnis verbessert werden. Darüber hinaus soll es möglicherweise eine Sanierung der Ostseite geben.